# Propatria
Propatria là một chi bướm đêm thuộc họ Erebidae.